# Paulx
 Paulx  es una población y comuna francesa, situada en la región de Países del Loira, departamento de Loira Atlántico, en el distrito de Nantes y cantón de Machecoul.

## Demografía
| 1574 | 1516 | 1382 | 1348 | 1311 | 1354 |
| Para los censos de 1962 a 1999 la población legal corresponde a la población sin duplicidades (Fuente: INSEE [Consultar]) |      |      |      |      |      |